# Stelechopus hydrocrini
Stelechopus hydrocrini is een ringworm uit de familie Myzostomatidae. Stelechopus hydrocrini werd in 1884 voor het eerst wetenschappelijk beschreven door Graff. 